# 户板户约区
户板户约区，简称户约区，是缅甸佤邦南部地方行政管理委员会历史上下辖的一个区。现分设为户邦乡和户约乡，隶属于万宏区。